# Calochilus grandiflorus
Calochilus grandiflorus är en orkidéart som först beskrevs av George Bentham, och fick sitt nu gällande namn av Karel Domin. Calochilus grandiflorus ingår i släktet Calochilus och familjen orkidéer. Inga underarter finns listade i Catalogue of Life.